# Grundsatz der Einheit der Materie
Der Grundsatz der Einheit der Materie ist ein Rechtsinstitut der Bundesverfassung der Schweizerischen Eidgenossenschaft. Er besagt, dass zwischen den einzelnen Teilen einer Abstimmungsvorlage ein sachlicher Zusammenhang bestehen muss.

## Zweck
Der Grundsatz der Einheit der Materie bezweckt, dass „die Stimmbürger ihren politischen Willen frei und unverfälscht bilden und äussern können“. Würden die Bürger gezwungen, zu mehreren Themen aufs Mal mit einem einzigen „Ja“ oder „Nein“ Stellung zu nehmen, würde dies eine Behinderung ihrer politischen Rechte darstellen. Dasselbe gilt für den umgekehrten Fall, wenn eine Änderung der Gesetzesmaterie per Salamitaktik durchgesetzt werden sollte.

## Gesetzliche Regelung
Ausdrücklich geregelt ist der Grundsatz der Einheit der Materie für die Teilrevision der Bundesverfassung in dieser selbst. Er ist jedoch allgemein anerkannt und findet sich beispielsweise auch auf kantonaler Ebene (so zum Beispiel Art. 59 Abs. 2 lit. c der Verfassung des Kantons Bern oder § 22 Abs. 3 lit. b der des Kantons Luzern).